# Miray Daner
Miray Daner, all'anagrafe Miray Naz Daner (Istanbul, 15 gennaio 1999), è un'attrice turca.

## Biografia
Miray Daner è nata il 15 gennaio 1999 a Istanbul (Turchia), da madre Figen Dilgin (che è una psicologa); ha una sorella maggiore che si chiama İpek Nur Daner (che è una stilista). È la cugina degli attori Aras Bulut İynemli e Orçun İynemli, nipote di Cengiz Daner e pronipote di İlhan Daner.

## Carriera
Miray Daner ha iniziato a recitare all'età di sette anni come attrice bambina. Nel 2013 ha studiato per un anno presso la classe preparatoria di inglese della scuola superiore di belle arti Cemal Reşit Rey, dove ha anche studiato violoncello, pianoforte e canto presso il dipartimento musicale, poi ha studiato presso il dipartimento musicale della scuola superiore di belle arti Mimar Sinan.
Nel 2008 ha ricoperto il ruolo di Küçük Zeynep nella serie in onda su Turkmax 1 Kadın 1 Erkek e quello di Oyuncak Nergis nella serie in onda su Fox Bez Bebek. Dal 2009 al 2011 è stata scelta per interpretare il ruolo di Gonca nella serie in onda su Star TV Papatyam. Nel 2010 ha fatto il suo esordio al cinema con il ruolo di Sabiha Gökçen da piccola nel film Dersimiz: Atatürk diretto da Hamdi Alkan. Nello stesso anno si è esibita in teatro con il ruolo di Miray nello spettacolo Sürç-i Lisan Etti-isek Affola. Nel 2011 ha ottenuto il ruolo di Pelin nel film Il platano (Çınar Ağacı) diretto da Handan İpekçi. Nel suo percorso ha anche preso parte al video musicale Son Mektup di Bergüzar Korel.
Nel 2012 ha accettato di interpretare il ruolo di Duygu nella serie in onda su Disney Channel Zil çalınca. Nello stesso anno, sempre su Disney Channel, ha ricoperto il ruolo di Miray nel film televisivo Zil Çalınca Avı diretto da Yağız Alp Akaydın. Nel 2012 e nel 2013 ha interpretato il ruolo di Dünya nella serie in onda su Fox Merhaba Hayat. Nel 2013 è stata inclusa nel cast del film Arkadaşım Max diretto da Murat Şeker, nel ruolo di Melda. Dal 2013 al 2015 è stata scritturata per interpretare il ruolo di Beren Beylice nella serie in onda su Star TV Medcezir. Dal 2016 al 2018 ha interpretato il ruolo di Hilal nella serie in onda su Kanal D Vatanım Sensin. Nel 2018 è apparsa con il ruolo di Selin nel film Hürkuş: Göklerdeki Kahraman diretto da Kudret Sabancı.
Nel 2018 e nel 2019 ha ottenuto il ruolo di Cihan Yürekli nella serie in onda su Kanal D Bir Litre Gözyaşı. Nel 2019 e nel 2020 ha ricoperto il ruolo di Kahin nella web serie di Netflix The Protector (Hakan: Muhafız). Nel 2020 e nel 2021 è entrata a far parte del cast della web serie di BluTV Saygı, nel ruolo di Helen Altuğ Çözer. Nel 2021 si è esibita in teatro con il ruolo di Juliet nello spettacolo Romeo ve Juliet. L'anno successivo, nel 2022, ha interpretato il ruolo di Irmak Güngör nella serie in onda su TRT 1 Kara Tahta.
Dal 2022 al 2024 è stata scelta per interpretare il ruolo di nella web serie di Netflix Ambizione (Kuş Uçuşu), insieme agli attori Birce Akalay e İbrahim Çelikkol. Nel 2023 ha ricoperto il ruolo di Hicran nel film Hayat diretto da Zeki Demirkubuz. Nello stesso anno è entrata a far parte del cast della serie in onda su Fox, in seguito divenuta Now, Hudutsuz Sevda, nel ruolo della protagonista Zeynep Leto.

## Filmografia

### Cinema
- Dersimiz: Atatürk, regia di Hamdi Alkan (2010)
- Il platano (Çınar Ağacı), regia di Handan İpekçi (2011)
- Arkadaşım Max, regia di Murat Şeker (2013)
- Hürkuş: Göklerdeki Kahraman, regia di Kudret Sabancı (2018)
- Hayat, regia di Zeki Demirkubuz (2023)

### Televisione
- 1 Kadın 1 Erkek – serie TV (Turkmax, 2008)
- Bez Bebek – serie TV, 3 episodi (Fox, 2008)
- Papatyam – serie TV, 121 episodi (Star TV, 2009-2011)
- Zil çalınca – serie TV (Disney Channel, 2012)
- Zil Çalınca Avı, regia di Yağız Alp Akaydın – film TV (Disney Channel, 2012)
- Merhaba Hayat – serie TV, 13 episodi (Fox, 2012-2013)
- Medcezir – serie TV, 77 episodi (Star TV, 2013-2015)
- Vatanım Sensin – serie TV, 59 episodi (Kanal D, 2016-2018)
- Bir Litre Gözyaşı – serie TV, 15 episodi (Kanal D, 2018-2019)
- Kara Tahta – serie TV, 20 episodi (TRT 1, 2022)
- Hudutsuz Sevda – serie TV (Fox/Now, dal 2023)

### Web TV
- The Protector (Hakan: Muhafız) – web serie, 7 episodi (Netflix, 2019-2020)
- Saygı – web serie, 16 episodi (BluTV, 2020-2021)
- Ambizione (Kuş Uçuşu) – web serie, 24 episodi (Netflix, 2022-2024)

### Video musicali
- Son Mektup di Bergüzar Korel

## Teatro
- Sürç-i Lisan Etti-isek Affola, scritto e diretto da Adem Yavuz Özata, presso il teatro Ahali (2010)
- Romeo ve Juliet di William Shakespeare, diretto da İbrahim Çiçek, presentata sul palcoscenico digitale Zorlu del teatro Kintsugi (2021)

## Doppiatrici italiane
Nelle versioni in italiano dei suoi film e delle sue serie TV, Miray Daner è stata doppiata da:
- Margherita De Risi[33] in Ambizione[34]

## Riconoscimenti
- Ayakli Gazete TV Stars Awards
  - 2021: Vincitrice come Stella nascente dell'anno

- Pantene Golden Butterfly Awards
  - 2017: Vincitrice come Stella nascente
  - 2017: Candidata come Miglior coppia televisiva con Boran Kuzum per la serie Vatanım Sensin
  - 2022: Candidata come Miglior serie internet per Ambizione (Kuş Uçuşu) insieme a Deniz Yorulmazer, Meriç Acemi, Kerem Çatay, Birce Akalay e İbrahim Çelikkol

- Turkey Youth Awards
  - 2017: Candidata come Miglior attrice televisiva non protagonista per la serie Vatanım Sensin
  - 2018: Candidata come Miglior attrice televisiva non protagonista per la serie Vatanım Sensin
  - 2019: Candidata come Miglior attrice televisiva per la serie Bir Litre Gözyaşı
  - 2023: Candidata come Miglior attrice televisiva per la web serie Ambizione (Kuş Uçuşu)